# Belgique au Concours Eurovision de la chanson 2017
La Belgique est l'un des quarante-deux pays participants du Concours Eurovision de la chanson 2017, qui se déroule à Kiev en Ukraine. Le pays est représenté par Blanche et sa chanson City Lights, sélectionnées en interne par le diffuseur belge francophone RTBF. Le pays termine en 4e place avec 363 points lors de la finale du concours.

## Sélection
Le diffuseur belge RTBF confirme sa participation le 23 mai 2016. Le 22 novembre 2016, il annonce que le pays sera représenté par la chanteuse Ellie Delvaux — sous le nom de scène Blanche —, arrivée en quart de finale de la saison 5 de The Voice Belgique. Sa chanson, intitulée City Lights, est publiée le 8 mars 2017.

## À l'Eurovision
La Belgique participe à la première demi-finale, le 9 mai 2017. Arrivé 4e avec 165 points, le pays se qualifie pour la finale du 13 mai 2017, où il termine 4e avec 363 points.